# Palaeorhiza
Palaeorhiza is een geslacht van vliesvleugelige insecten uit de familie Colletidae.

## Soorten
- P. abdominalis Hirashima, 1978
- P. aemula Hirashima & Lieftinck, 1982
- P. aenea Hirashima & Lieftinck, 1983
- P. affinis Hirashima & Lieftinck, 1982
- P. agrias Hirashima, 1989
- P. albopicta Hirashima, 1989
- P. amabilis Hirashima, 1981
- P. amoena Hirashima, 1981
- P. angusta Hirashima, 1975
- P. anthracina Hirashima & Lieftinck, 1982
- P. apicata (Smith, 1863)
- P. attractans Hirashima, 1989
- P. bagudai Cheesman, 1948
- P. basilura Cockerell, 1910
- P. bicolor Hirashima & Lieftinck, 1982
- P. bicolorata Hirashima & Lieftinck, 1983
- P. caerulescens (Friese, 1924)
- P. callima Hirashima, 1988
- P. callimoides Hirashima, 1988
- P. capitata Hirashima & Lieftinck, 1983
- P. cassiaefloris (Cockerell, 1910)
- P. cockerelli Hirashima & Lieftinck, 1983
- P. combinata Hirashima, 1978
- P. concorda Cheesman, 1948
- P. conica Michener, 1965
- P. convexa Hirashima, 1981
- P. cuprea Hirashima, 1988
- P. cyanea Hirashima, 1981
- P. cylindrica Hirashima, 1975
- P. chimbuensis Hirashima, 1982
- P. decorata Hirashima & Lieftinck, 1982
- P. delicata Hirashima, 1981
- P. denticauda (Cockerell, 1910)
- P. disrupta Cockerell, 1914
- P. distincta Hirashima & Lieftinck, 1983
- P. dorsalis Hirashima, 1982
- P. eboracina (Cockerell, 1910)
- P. elegantissima (Dalla Torre, 1896)
- P. enixa (Cheesman, 1948)
- P. eugenes Hirashima, 1988
- P. eugenoides Hirashima, 1988
- P. eumorpha Hirashima, 1988
- P. excavata Hirashima & Abe, 1996
- P. eximia (Smith, 1861)
- P. facialis Hirashima & Lieftinck, 1982
- P. falcifera Hirashima & Lieftinck, 1983
- P. ferruginea (Friese, 1911)
- P. flavescens Hirashima & Lieftinck, 1982
- P. flavipennis Hirashima, 1978
- P. flavipes Hirashima, 1988
- P. flavomellea Cockerell, 1910
- P. formosa Hirashima, 1981
- P. fulva Cheesman, 1948
- P. fulvago Hirashima, 1989
- P. gloriosa Hirashima & Lieftinck, 1983
- P. grandis Hirashima & Lieftinck, 1982
- P. gressitorum Hirashima, 1975
- P. hedleyi Cockerell, 1929
- P. helena Hirashima & Roberts, 1984
- P. heterochroa Hirashima, 1988
- P. hilara Cheesman, 1948
- P. imperialis (Smith, 1863)
- P. infuscata Michener, 1965
- P. jutefae Cheesman, 1948
- P. kraussi Hirashima, 1981
- P. kurandensis (Cockerell, 1909)
- P. laevis Hirashima, 1982
- P. latifacies Hirashima, 1988
- P. lieftincki Hirashima, 1975
- P. longiceps (Friese, 1924)
- P. lusoria (Smith, 1863)
- P. luxuriosa (Cockerell, 1910)
- P. malachisis (Smith, 1859)
- P. maluae Cheesman, 1948
- P. mandibularis Michener, 1965
- P. melanosoma Hirashima, 1982
- P. melanura Cockerell, 1910
- P. melina Hirashima & Lieftinck, 1982
- P. micheneri Hirashima, 1989
- P. miranda Hirashima, 1978

- P. misoolensis Hirashima & Lieftinck, 1982
- P. moluccensis Hirashima & Lieftinck, 1982
- P. montana Hirashima, 1978
- P. nana Hirashima & Lieftinck, 1983
- P. nasalis Hirashima, 1981
- P. nigra Hirashima & Lieftinck, 1983
- P. nigrescens Hirashima, 1982
- P. nitens Hirashima & Lieftinck, 1982
- P. odyneroides Hirashima, 1988
- P. papuana (Meade-Waldo, 1914)
- P. paracylindrica Hirashima & Lieftinck, 1983
- P. paradisea Hirashima, 1978
- P. paradoxa Hirashima, 1975
- P. parallela (Cockerell, 1905)
- P. paris Hirashima & Roberts, 1984
- P. parva Hirashima, 1975
- P. parvula Hirashima, 1981
- P. pembertoni Hirashima, 1981
- P. perkinsi Cockerell, 1910
- P. permiranda (Cockerell, 1909)
- P. pernigra Hirashima, 1978
- P. persimilis Hirashima, 1983
- P. perviridis (Cockerell, 1905)
- P. polita Hirashima & Lieftinck, 1983
- P. priamus Hirashima & Roberts, 1984
- P. pulchella Hirashima, 1982
- P. pullata Hirashima & Lieftinck, 1982
- P. punctata Hirashima & Lieftinck, 1983
- P. purpurea Hirashima, 1978
- P. purpureocincta Cockerell, 1926
- P. purpureoventris Hirashima, 1975
- P. recessiva Cockerell, 1912
- P. rectituda Cheesman, 1948
- P. reginarum (Cockerell, 1905)
- P. rejecta Cockerell, 1929
- P. robusta Hirashima & Lieftinck, 1983
- P. rubrifrons Hirashima, 1979
- P. rufescens Hirashima & Lieftinck, 1982
- P. rugosa Hirashima, 1980
- P. samuelsoni Hirashima, 1989
- P. sanguinea Hirashima, 1982
- P. sculpturalis Hirashima, 1978
- P. sedlaceki Hirashima, 1982
- P. senilis Hirashima, 1988
- P. simillima Hirashima & Lieftinck, 1982
- P. simulans Hirashima, 1980
- P. speciosa Hirashima, 1981
- P. spectabilis Hirashima & Roberts, 1984
- P. stellaris Hirashima & Roberts, 1984
- P. stygica Michener, 1965
- P. subcrassiceps Hirashima & Lieftinck, 1983
- P. subhyalina Hirashima & Lieftinck, 1983
- P. terrestris Hirashima, 1982
- P. tetraxantha (Cockerell, 1911)
- P. tricolor Hirashima, 1988
- P. trigona Hirashima & Lieftinck, 1983
- P. turneriana (Cockerell, 1905)
- P. variabilis Hirashima, 1981
- P. varicolor (Smith, 1879)
- P. variegata Hirashima, 1982
- P. violacella Michener, 1965
- P. virescens Hirashima, 1981
- P. viridiceps Hirashima & Lieftinck, 1983
- P. viridifrons Cockerell, 1921
- P. viridimutans (Cockerell, 1910)
- P. wisselmerenensis Hirashima, 1975